# Camada sismogênica
Camada sismogênica, de acordo com a geofísica e sismologia, é a camada que cobre a faixa de profundidade dentro da crosta ou litosfera na qual a maioria dos terremotos se originam. A espessura é fortemente dependente da localização. A espessura da camada sismogênica da crosta oceânica varia de 0 a 40 km, enquanto que na crosta continental varia de 0 a 25 km.
Cabe ressaltar que nas zonas de subducção há uma camada sismogênica sendo empurrada sobre a outra. Isso pode resultar em terremotos extremamente profundos de até 700 km de profundidade.